# Солтенешть
Солтенешть (рум. Soltănești) — село у Ніспоренському районі Молдови. Утворює окрему комуну.

## Населення
За даними перепису населення 2004 року у селі проживали 1507 осіб.
Національний склад населення села:
| Національність   | Кількість осіб | Відсоток   |
| ---------------- | -------------- | ---------- |
| молдавани румуни | 1478 14        | 98,1% 0,9% |
| росіяни          | 6              | 0,4%       |
| українці         | 5              | 0,3%       |
| гагаузи          | 2              | 0,1%       |
| болгари          | 1              | 0,1%       |
| цигани           | 1              | 0,1%       |
| Всього           | 1507           | 100%       |